# Scottish Second Division 1994/95
Die Scottish Football League Second Division wurde 1994/95 zum 20. Mal nach Einführung der Premier Division als dritthöchste schottische Liga ausgetragen. Zudem war es die zwanzigste Austragung als dritthöchste Fußball-Spielklasse der Herren in Schottland unter dem Namen Second Division. In der Saison 1994/95 traten 10 Vereine in insgesamt 36 Spieltagen gegeneinander an. Jedes Team spielte jeweils viermal gegen jedes andere Team. Bei Punktgleichheit zählte die Tordifferenz. Es war die erste Saison in der die 3-Punkte-Regel galt.
Die Meisterschaft gewann Greenock Morton, das sich damit gleichzeitig die Teilnahme an der First Division-Saison 1995/96 sicherte. Neben Greenock stieg auch der Zweitplatzierte FC Dumbarton auf. Absteigen in die Third Division mussten Meadowbank Thistle und Brechin City. Torschützenkönig mit 29 Treffern wurde Martin McGarvey vom FC Dumbarton.

## Statistiken

### Abschlusstabelle
| Pl. | Verein               | Sp. | S  | U  | N  | Tore    | Diff. | Punkte |
| --- | -------------------- | --- | -- | -- | -- | ------- | ----- | ------ |
| 1.  | Greenock Morton (A)  | 36  | 18 | 10 | 8  | 055:330 | +22   | 64     |
| 2.  | FC Dumbarton (A)     | 36  | 17 | 9  | 10 | 057:350 | +22   | 60     |
| 3.  | Stirling Albion (A)  | 36  | 17 | 7  | 12 | 054:430 | +11   | 58     |
| 4.  | FC Stenhousemuir     | 36  | 14 | 14 | 8  | 046:390 | +7    | 56     |
| 5.  | Berwick Rangers      | 36  | 15 | 10 | 11 | 052:460 | +6    | 55     |
| 6.  | FC Clyde (A)         | 36  | 14 | 10 | 12 | 053:480 | +5    | 52     |
| 7.  | Queen of the South   | 36  | 11 | 11 | 14 | 046:510 | −5    | 44     |
| 8.  | FC East Fife         | 36  | 11 | 10 | 15 | 048:560 | −8    | 43     |
| 9.  | Meadowbank Thistle 1 | 36  | 11 | 5  | 20 | 032:540 | −22   | 35     |
| 10. | Brechin City (A)     | 36  | 6  | 6  | 24 | 022:600 | −38   | 24     |

Platzierungskriterien: 1. Punkte – 2. Tordifferenz – 3. geschossene Tore – 4. Direkter Vergleich (Punkte, Tordifferenz, geschossene Tore)
| Saison 1994/95 |

| Zum Saisonende 1993/94 |                                  |
| (A)                    | Absteiger aus der First Division |